# Corchorus tiniannensis
Corchorus tiniannensis là một loài thực vật có hoa trong họ Cẩm quỳ. Loài này được Hosok. mô tả khoa học đầu tiên năm 1935.